# Franco Mori (calciatore)
Franco Mori (Cascina, 31 luglio 1929 – 2 ottobre 2017) è stato un calciatore italiano, di ruolo difensore.

## Carriera
Cresciuto nel GS Tettora di Cascina, passa alla Carrarese in Serie B. Indi gioca tre stagioni in Serie A con le maglie di Lucchese, Como e Sampdoria totalizzando 60 presenze e 3 gol.
Dal 1953 al 1955 gioca in serie B con il Padova allenato da Nereo Rocco, promosso in serie A al termine della stagione 1954-55. 
Nella stagione seguente scende in campo 23 volte con i biancoscudati segnando una rete.
Chiude la carriera in serie C nel 1960-1961 con la maglia del Perugia.